# Istiaia
Istiaia (in greco Ιστιαία?) è un ex comune della Grecia nella periferia della Grecia Centrale (unità periferica dell'Eubea) con 7 353 abitanti secondo i dati del censimento 2001.
È stato soppresso a seguito della riforma amministrativa, detta Programma Callicrate, in vigore dal gennaio 2011 ed è ora compreso nel comune di Istiaia-Aidipsos.